# Melanoplus papyraedus
Melanoplus papyraedus är en insektsart som beskrevs av Strohecker 1963. Melanoplus papyraedus ingår i släktet Melanoplus och familjen gräshoppor. Inga underarter finns listade i Catalogue of Life.